# Francesco Tavano
Francesco 'Ciccio' Tavano (Caserta, 2 maart 1979) is een Italiaanse voetbalspeler die bij voorkeur in de aanval speelt. Hij tekende in juli 2015 een contract voor twee seizoenen bij US Avellino, dat hem overnam van Empoli.

## Clubcarrière
Tavano stroomde in 1999 door uit de jeugd van ACF Fiorentina, maar debuteerde dat jaar in het profvoetbal in het shirt van Pisa. Na elf competitiewedstrijden voor deze club vertrok Tavano in het seizoen 2000-2001 naar Rondinella, dat op dat moment uitkwam in de Serie C2.
Na 46 competitiewedstrijden en 21 goals maakte Tavano in 2001 de overstap naar Empoli FC. Valencia CF legde hem vervolgens vast tijdens de zomer van 2006. Na uitspraken over de technische staf van de Spaanse club, keerde Tavano terug naar Italië middels een verhuur aan AS Roma. Daar was hij voornamelijk invaller.
Tavano werd in 2007 vastgelegd door Livorno, waar hij het rugnummer 10 kreeg. Daarmee degradeerde hij in 2008 naar de Serie B, promoveerde hij een jaar later naar de Serie A en volgde in 2010 weer degradatie. Na vier jaar bij Livorno tekende Tavano opnieuw bij Empoli FC, op dat moment ook actief in de Serie B. In 2014 promoveerde hij met de club naar de Serie A, waarin hij en zijn ploeggenoten dat jaar lijfbehoud bewerkstelligden. Tavano liet Empoli daarop voor de tweede keer achter zich en tekende een contract tot medio 2017 bij US Avellino, de nummer acht van de Serie B in het voorgaande seizoen.

## Erelijst
AS Livorno
- Topscorer Serie B

2009 (24 goals)